# Škoda Holding
A Škoda Holding, korábban Škoda Művek egy cseh ipari cégcsoport volt, amely energetikai berendezéseket és közlekedési eszközöket gyártott. A cég elődjét, a Škoda Műveket 1859-ben alapította Ernst Graf von Waldstein-Wartenberg Plzeňben. Emil Škoda 1866-ban kezdett a cégnél dolgozni, majd 1869-ben megvásárolta azt. A cég hamar Csehország legnagyobb fegyver és tömegközlekedési eszközt gyártó vállalatává vált.
2000-ben átszervezték a vállalatot. Az egyes divíziókat önálló cégekbe szervezték, amelyeket a Škoda Holding fogott össze. A vállalat az ezredfordulón csődbe ment. Később feldarabolták, az egyes leányvállalatokat eladták. A Škoda nevet több utódvállalat is használja. A  Škoda Művek fő örökösének a plzeňi Škoda Transportation a.s. tekinthető, amely az egykori cégközpont alapjain a vasúti járműgyártási ágazatot viszi tovább. Az energetikai gépgyártó divíziót a dél-koreai Doosan cég vásárolta meg 2009-ben, ez Doosan Škoda Power s.r.o. néven működik tovább.
1925–1930 között a Škoda tulajdonában volt Mladá Boleslav-i autógyár is. Ez az 1930-as átszervezés után Autóipai Részvénytársaság (ASAP) néven folytatta a tevékenységét. 1z 1946-os államosítás után AZNP néven a Škoda márkanevet használva gyártott autót. A privatizálása után a  Volkswagen cégcsoport részeként a Škoda Auto viszi tovább a Škoda autómárkát.

## A Škoda Holding részei
- Škoda Power a.s.[4] – Energetikai berendezéseket (gőzturbinákat, hőcserélőket, kondenzátorokat, atomreaktorokat) gyártó vállalat, központja Plzeňben található. 2009-től Doosan Škoda Power s.r.o. néven működik.
- Škoda Power Pvt. Ltd. – A Škoda Holding erőművi berendezések gyártásával és telepítésével foglalkozó indiai vállalata, amely Delhiben működik.
- Škoda Jinma Turbine Ltd. – A Škoda Holding és a kínai Guangzhou Guangzhong Enterprise Group Corporation közös vállalata, amely gőzturbinákat és egyéb erőművi berendezéseket állít elő.
- Škoda Transportation s.r.o.[5] – Közlekedési eszközök (villamosok, motorvonatok, metrószerelvények, villamosmozdonyok) gyártásával foglalkozó vállalat, központja Plzeňben van.
- Škoda Electric s.r.o. – Trolibuszok, elektromos motorok és vezérlőberendezések gyártásával foglalkozó vállalat, Plzeňben működik.
- Škoda Vagonka – Dízel és villamos motorvonatok gyártásával foglalkozó vállalat, Plzeňben működik.[6] 2009-ben az önállósult Škoda Transportation tulajdonában van.
- Škoda Ostrov s.r.o. – Trolibusz alkatrészeket előállító plzeňi vállalat.
- VÚKV a.s. – Prágában működő cég, amely vasúti járművek tervezésével, fejlesztésével és tesztelésével foglalkozik.[7]
- Sibelektroprivod – A Novoszibirszkben működő vállalat a keleti piacokra készülő trolibuszokhoz, villamosokhoz és motorvonatokhoz gyárt elektromos hajtás-rendszereket.
- Ganz– Škoda Közlekedési Zrt. – A budapesti székhelyű cég, amely trolibuszokat gyárt. A céget a csődbe ment Ganz–Transelektro felvásárlásával hozta létre a Škoda.

## Škoda termékek

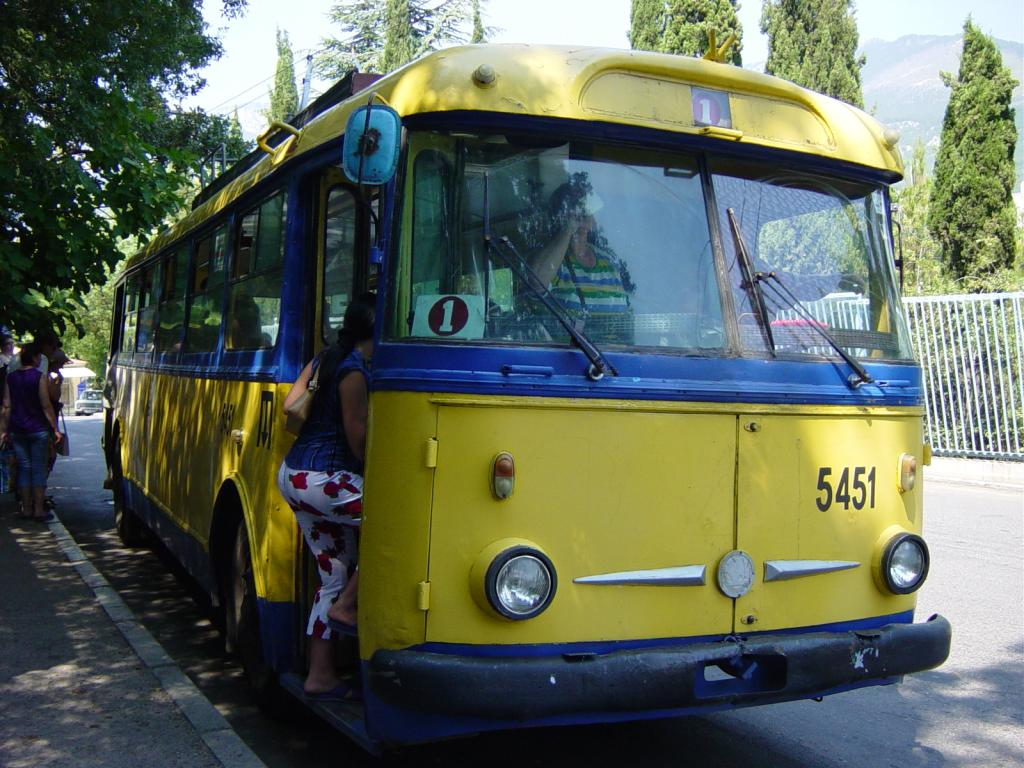
Škoda troli

A Škoda nem csak személy- és haszongépjárműveket, hanem villamosokat (ČKD) és trolibuszokat is gyárt már alapítása óta. A márkához tartozott a Praga, a Liaz és a Tatra teherautók gyártása is. A Škoda további termékei a nehézgépekhez készülő alkatrészek, generátorok. A Škoda atomerőművek számára reaktortartályt is gyárt. A paksi atomerőmű tartályai is e cégtől kerültek ki. A Škoda eredetileg fegyvergyár is volt, az SMS Szent István csatahajó fegyverzetét is a Škoda szállította az 1910-es évek elején, de a fegyvergyártással a második világháború után felhagytak.

## A gyár történelme

### 1899–1945
A pilzeni gyár tömegközlekedési-, elektrotechnikai eszközökre és fegyvergyártásra szakosodott. Az Osztrák–Magyar Monarchia vezető cégévé vált és remek minőségű fegyverekkel látta el a Monarchia, majd később Csehszlovákia katonaságát. A Škoda 1911 óta volt kapcsolatban a Václav Laurin és Václav Klement által alapított, először kerékpár és motor, majd személygépkocsi gyártó cégével a L&K-el. A Hispano Suiza luxusautó licencét (amit Superb néven gyártottak) úgy vette meg a Škoda, hogy még nem is volt saját autógyártó részlege.
Sikerének köszönhetően a cég gyorsan gyarapodott. A Škoda a személy- és tehergépjárműveken kívül ekkor már mozdonyokat, hidakat, fegyvereket is gyártott.
1920 környékén a cég a gépesített eke gyártásával is foglalkozni kezdett a Bächer céggel közösen. A P4-esre keresztelt járműből 51 készült az első világháború kezdetéig. A Puch és a Fiat még az eke licencét is megvették, hogy ők is gyárthassák. Az ekéből a világ minden pontjára szállítottak, pl. Dél-Afrikába, Spanyolországba és Ausztriába is. A P4-es eke továbbfejlesztett változata az Excelsior, ami pár évvel az eredeti modell után jelent meg, de ebből már kevesebb kelt el, mint a P4-ből.
1923. december 15-én jegyzik be a „Szárnyaló Nyilat”, mint márkavédjegyet.
1925-ben a L&K társaságot az alapítói átadták a Škodának.
1930-ban megalakul az ASAP (Akciová spolencnost pro automobilový prumysl) Autóipari Részvénytársaság, amely 100%-ban a Škoda tulajdonát képezte. Az átalakítást az indokolta, hogy a belföldi személyautó-piacon csak a 3. helyen álltak.
Az 1933-as évben az autógyár 1550 alkalmazottja 1607 db járművet készített, ami csak fele az 1932-es eredményeknek. Ebben az évben jelenik meg a 420-as modell; (később Standard, majd Popular néven árulták) ez lesz minden mladá boleslavi autó „öregapja”. (A típus „egyenes ági” leszármazottja a „régi” Octavia és a Felicia is.)
1936-ban a bel- és külföldi eladásokban is a Škoda az első csehszlovákiai autógyártó.

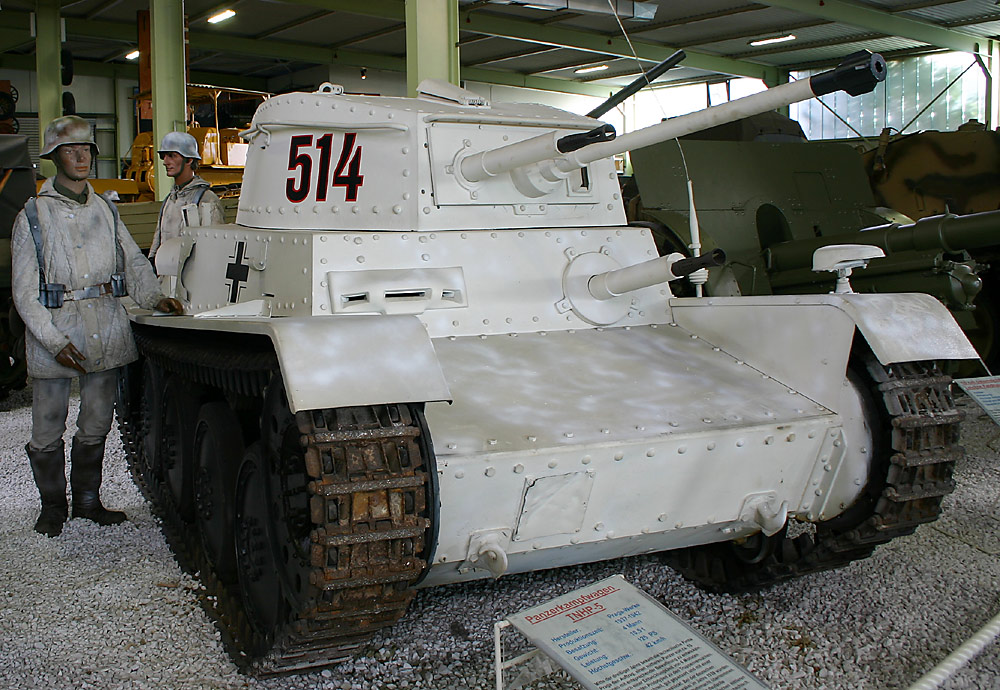
Panzer 38

A második világháború változásokat hozott a gyár termelésében. Elkezdtek új teherjárműveket gyártani a frontok megsegítésére. A 256-os könnyű teherautó rendkívül sikeres volt, ugyanis mérete ellenére 2500 kg tömeget bírt el a jármű. A típus a koránál fejlettebb technológiával rendelkezett, ezért is gyártottak közel 3000-t 1943-ig.
A német megszállás alatt a gyárban haditermelés folyt. Ekkor főleg tankok készültek, pl. a Panzer 35 és 38. Speciális RSO traktorokat is gyártottak Mladá Boleslavban, melyeket Ferdinand Porsche tervezett és próbált ki. A gyár később felhagyott a fegyvergyártással.

### 1948–1990
1948-ban, a kommunista hatalomátvételt követően államosították a gyárat. Az ASAP-ot átalakítják; megszületik az AZNP (Automobilové závody národní podnik). A gyár még sokáig „megélt” a háború előtti technikából; a Jawa motorkerékpár, Tatra teherautó és a Zetor traktor fogalom maradt. 1950-es években személyautók gyártását átszervezték; mivel a Tatra haditermelését fokozni akarták ezért a Tatra 600 személyautók és a Tatra 805 teherautók is Mladá Boleslavban készültek.

### 1990-től
A cég privatizációja 1989-től 1992-ig tartott. 2000-ben alakult meg a Škoda Holding.

## A logó története
A legenda szerint a ma használt emblémát egy indián fejet ábrázoló dombormű ihlette, amely egykor sok vezető irodájában volt megtalálható. Erről elnevezték az emblémát „Vörös Indián”-nak.
A jelenlegi formájú emblémát 1924 óta használja a Škoda. Az embléma nagyjából nem változott az évek során, csak 1991-ben a privatizációk közben esett át egy „verziófrissítésen”. Azóta a fenti emblémát használja a Škoda autógyár. A többi ágazat továbbra is a régebbi, egyszerűbb nyilat használja.